# الدوري الهولندي الدرجة الأولى 1956–57
الدوري الهولندي الدرجة الأولى 1956–1957 هو الموسم الأول من الدوري الهولندي الدرجة الأولى منذ إنشائه في عام 1956. فاز بهذا الموسم أدو دين هاغ/أمستردام الأزرق والأبيض.

## الفرق
يشارك 20 نادي في الدوري: النادي الذي يحتل المرتبة الأولى في هذا الدوري يتأهل مباشرةً إلى الدوري الهولندي الممتاز، تأهل في هذه الدوري أدو دين هاغ/أمستردام الأزرق والأبيض.